# Jekaterina Koneva
Jekaterina Sergejevna Koneva (rusko Екатерина Сергеевна Конева), ruska atletinja, * 25. september 1988, Habarovsk, Sovjetska zveza.
Ni nastopila na poletnih olimpijskih igrah. Na svetovnih prvenstvih je osvojila srebrno medaljo v troskoku leta 2013, na svetovnih dvoranskih prvenstvih naslov prvakinje leta 2014, na evropskih prvenstvih srebrno medaljo istega leta, na evropskih dvoranskih prvenstvih pa naslov prvakinje leta 2015. Leta 2007 je prejela dvoletno prepoved nastopanja zaradi dopinga.